# Адъютант

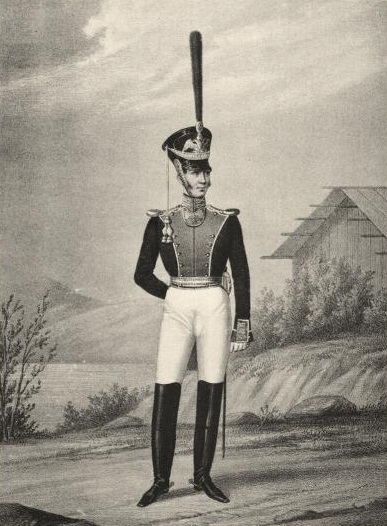
Адъютант л.-гв. Преображенского полка, 1817—1825.

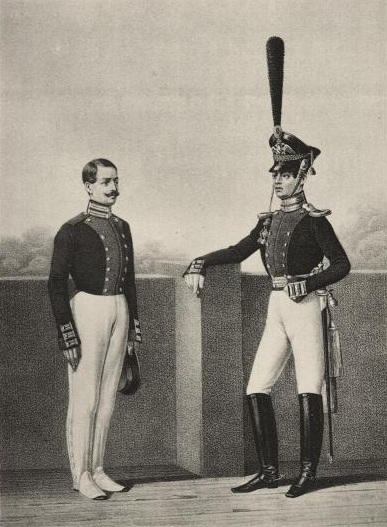
Рядовой и Адъютант л.-гв. Литовского полка, 1812—1816.

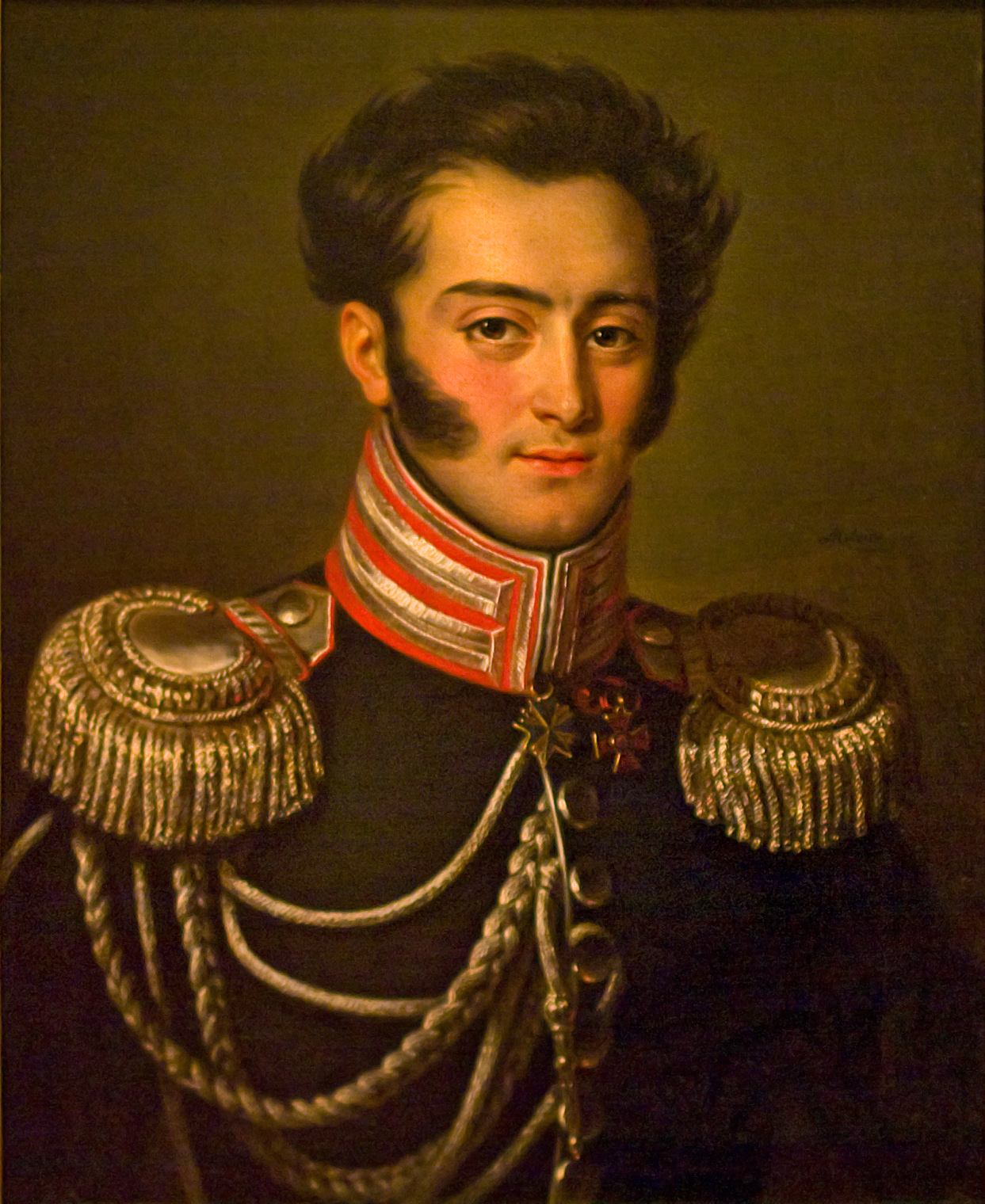
Портрет И. Г. Бибикова в мундире гвардейского адъютанта, 1825 год.

Адъюта́нт (нем. Adjutant из лат. adjūtāns, род. п. adjūtantis «помогающий») — ранее воинское звание (в некоторых армиях также лейтенант, а на флотах — мичман), позднее — должность обер-офицера, который состоял при военачальнике или при штабе того или иного формирования (начиная с батальона и полка, руководили канцеляриями этих частей), далее дивизионного уровня и вплоть до корпуса, армии, фронта, для исполнения служебных поручений или для выполнения штабной работы.
В Русском флоте старшему адъютанту соответствовал Флаг-капитан, а младшему адъютанту — Флаг-офицер.

## История
Как пишет русская Военная энциклопедия Сытина (1911 — 1914 годов) ранее должность со сходными обязанностями в войске царя Алексея Михайловича называлась есаулом.

«умные, трудолюбивые и храбрые молодые люди», дабы они могли «указы высших своих принадлежащим образом объявлять и отнюдь ничего не запомнить (не забыть), понеже оттого много зависит и временем все войско поступать имеет. Молодому человеку нигде так военному обыкновению обучиться не можно, как в сем чине»— Воинский устав, от 30 марта 1716 года.
В русской армии конца XIX — начала XX веков должности старших адъютантов при штабах дивизий, корпусов, армий исполняли, как правило, офицеры Генерального Штаба.
Генерал-адъютант и флигель-адъютант — генералы или офицеры, состоящие в должности адъютантов при особе Государя, учреждены при Петре Великом, также придворный военный чин в свите императора (в Российском государстве XVII — XVIII веков).
Плац-адъютант — прежнее название адъютанта коменданта.
Ранее адъютант также именовался адютантом.

## Обязанности
Адъютанты батальонного и полкового звена руководили канцеляриями этих частей, то есть заведовали делопроизводством в штабе или управлении.
Адъютанты, состоящие лично при генерале, командующем какой-нибудь частью войск или заведующем какой-либо частью военного управления Русской армии, должны были всюду следовать за своим генералом и выполнять его поручения, а также заниматься ведением корреспонденции, приёмом и передачей указаний и распоряжений, развозить письменные и словесные приказы (приказания) военачальника, в походе и бою находиться при военачальнике безотлучно и оставлять его только для исполнения его поручений.
Обязанности адъютанта показаны в советском художественном фильме «Адъютант его превосходительства».
Адъютантские должности были упразднены 16 (29) декабря 1917 года декретом Совнаркома «Об уравнении всех военнослужащих в правах», но фактически просуществовали до весны 1918 года.
Позже в ВС Союза ССР была введена должность адъютант — строевая должность при отдельных батальонах, артиллерийских частях, военных школах и других.
C 2000 года адъютанты служат и в Президентском Кремлёвском полке, и в войсках ФСО.

## Знаки различия
Для личных, старших и комендантских адъютантов полагался особый общеадъютантский мундир, различными мундирами для числящихся по родам оружия пехоте и кавалерии, а также полагался аксельбант по цвету пуговиц. Прочие адъютанты носили мундир своей воинской части, с аксельбантами из уланского, так называемого этишкетного шнура.

## Представители
- П. П. Скоропадский — служил полковым адъютантом с 1896 по 1904 годы.

## Беллетристика
- К. М. Симонов, «Третий адъютант»